# Latigammaropsis dionysus
Latigammaropsis dionysus is een vlokreeftensoort uit de familie van de Photidae. De wetenschappelijke naam van de soort is voor het eerst geldig gepubliceerd in 2009 door Myers.